# Herzog
Herzog, roman američkog pisca i nobelovca Saula Bellowa, prvi put objavljen 1964. Glavni junak Moses Herzog, profesor romantizma, proživljava krizu nakon razvoda od druge žene, a suočava se i sa zastojem u akademskom i književnom radu. Roman je dijelom koncipiran kao niz pisama koje glavni junak - ekscentrični i briljantni intelektualac - piše svojim poznanicima, ali i ljudima koje nikad nije sreo.
Herzog potječe iz židovske obitelji koja je u Ameriku doselila iz Rusije. Većinu života proveo je u New Yorku i Chicagu, a u akademskim se krugovima etablirao kao autor knjige Romantizam i kršćanstvo. Druga supruga, ljepotica Madeleine, napustila ga je zbog zajedničkog prijatelja Valentinea Gersbacha, crvenokosog jednonogog voditelja televizijskog programa. Tekst je prožet komikom i autoironijom. Protagonist je u krizi, nepredvidivo se ponaša i opsesivno piše pisma koja nikada ne pošalje, ali nije pasivan i povučen. Viđa se sa zamamnom Ramonom, vlasnicom cvjećarnice, ima više prijatelja, životan je i originalan. Madeleine se boji i zazire od sukoba s njom. 
U romanu se pojavljuju i Herzogovi odvjetnici Simkin i Himmelstein, njegov psihijatar Edvig, pomajka Taube, kći June, prijatelj Asphalter, braća Willie i Šura, sestra Helen, susjedi u selu Ludeyvilleu u Massachusettsu gdje je kupio kuću na osami i dr. Kroz Mosesova sjećanja čitatelj saznaje o njegovoj prvoj ženi Daisy i njenoj majci Polini, tetki Zipporah i drugim likovima, a najviše o ocu i majci. Otac Jona je u Americi krijumčario alkohol i bavio se raznim poslovima koji bi neslavno završili. Prethodno je u Rusiji “potrošio dva miraza” koja mu je dao tast. Majka Sara je u Rusiji bila imućna, i iako je u Americi živjela "životom sluškinje", ustrajala je na tome da djeca Herzog dobiju odlično obrazovanje.

## Vanjske poveznice
- Ivo Vidan, In Memoriam - Roman američkog intelektualca, Zarez, 2005